# I Элиева когорта лучников
I Элиева когорта лучников (лат. Cohors I Aelia Sagittariorum) — вспомогательное подразделение армии Древнего Рима, относящаяся к типу Cohors milliaria equitata.
Первое упоминание данного подразделения относится к 146 году, которым датирован военный диплом. Согласно ему, когорта дислоцировалась в Верхней Паннонии. Надписи от 148 и 149 года также подтверждают, что подразделение находилось в этой провинции. Последнее упоминание когорты относится к 230 году. База когорты находилась в районе современного австрийского города Клостернойбург.
Вполне возможно отождествление I Элиевой когорты лучников с I когортой лучников, находившейся в I веке в Бингиуме. Спорным является и то, что I тысячная когорта лучников, располагавшаяся в Тибискуме, может быть идентифицирована с этим подразделением.
Согласно одному из вариантов чтения верхнепаннонского военного диплома от 133 года, в нём может содержаться первое упоминание I Элиевой когорты лучников. Тогда могут быть следующие версии создания когорты: она была создана при Траяне и получила почетное звание «Элиева» при Адриане; когорта создана при Адриане или преобразована из иррегулярного подразделения, набранного Траяном для войны с парфянами.